# 구관
구관(九官)은 중국 순(舜)임금 때의 아홉 명의 대신을 뜻하는 것으로 각각 사공(司空), 후직(后稷), 사도(司徒), 사(士), 공공(共工), 우(虞) 질종(秩宗), 전악(典樂), 납언(納言)을 가리킨다.

## 같이 보기
| - 팔원(八元) - 팔개(八愷) - 사악(四岳) - 오신(五臣) - 십란(十亂) \| \| 이 글은 중국에 관한 토막글입니다. 여러분의 지식으로 알차게 문서를 완성해 갑시다. \| |                                                                                  |
| | 이 글은 중국에 관한 토막글입니다. 여러분의 지식으로 알차게 문서를 완성해 갑시다. |